# Komaranahalli, Belur
Komaranahalli là một làng thuộc tehsil Belur, huyện Hassan, bang Karnataka, Ấn Độ.